# Nick Florez
Nicholas Florez (ur. 10 listopada 1975 roku w Kaufman, w stanie Teksas, USA) – amerykański tancerz, choreograf, aktor i reżyser.
Od dzieciństwa zafascynowany był baletem, jazzem i tańcem współczesnym. Marząc o byciu w przyszłości tancerzem, przeniósł się do Los Angeles.
Sławę zdobył w MTV jako tancerz występujący w teledyskach do piosenek Britney Spears: Sometimes (czerwiec 1999), (You Drive Me) Crazy (wrzesień 1999), Oops!... I Did it Again (2000) i Born To Make You Happy (2000), Me against the Music (2000) i kampanii reklamowej Pepsi (ze Spikiem Lee jako Zeke oraz Beyoncé Knowles w "Hip-Hopera") oraz tancerz jej pierwszych koncertów.
Występował w wideoklipach: Techno Cumbia – Seleny, Getting Jiggy With It – Willa Smitha, Cant Get Enough Of You Baby – Smash Mouth, Whats My Age Again zespołu Blink-182 i Give It To You Jordana Knighta.
Współpracował także z takimi wykonawcami jak: Brandy, Smashmouth, Geri Halliwell, Paulina Rubio, Anastacia, Mya, Jewel, Queen Latifah, Ashanti, Lil Kim, i Janet Jackson.  
Pojawiał się w programach telewizyjnych z Rosie O’Donnell, Jay Leno, i m.in. Today Show, Good Morning America, Ryan Seacrest, The Viw czy Saturday Night Live, MAD TV.